# Флаг Сааремаа
Флаг Сааремаа (эст. Saaremaa lipp) — один из официальных символов эстонского уезда Сааремаа.

## Описание
Флаг Сааремаа состоит из одной белой и одной зелёной полосок одинаковой ширины. Белая выше, зелёная ниже. Посередине белой полоски располагается герб Сааремаа. Соотношение сторон флага — 7:11, и нормальным размером считается 105×165 см.